# برادران پرنده
برادران پرنده در داستان اسب شاخدار معرفی می‌شوند. آنها عتیقه فروش هستند و در راه کشف گنج‌های راکام سرخپوش با تن تن و کاپیتان هادوک رقابت می‌کنند. اما در این راه دست به کارهای خلاف می‌زنند و نهایتاً توسط پلیس دستگیر می‌شوند. نام یکی از برادران مکس و دیگری جیم است.